# Kraftwinder/Kraftschraube

Kraftwinder für den Bezugspunkt und äquivalente Kraftschraube für den Bezugspunkt

Als Kraftwinder {\displaystyle ({\vec {F}},{\vec {M}}_{O})} wird in der Technischen Mechanik die Zusammenfassung von Einzelkraft {\displaystyle {\vec {F}}} und Moment {\displaystyle {\vec {M}}_{O}} bezüglich eines Bezugspunkts {\displaystyle O\in \mathbb {R} ^{3}} bezeichnet. Im Allgemeinen sind {\displaystyle {\vec {F}}} und {\displaystyle {\vec {M}}_{O}} nicht parallel. Für die Wahl des Bezugspunkts {\displaystyle S\in \mathbb {R} ^{3}} mit {\displaystyle {\vec {F}}\parallel {\vec {M}}_{S}} wird der Kraftwinder zur Kraftschraube {\displaystyle ({\vec {F}},{\vec {M}}_{S})}.

## Moment
- Das Moment {\displaystyle {\vec {M}}_{O}} einer Einzelkraft ist ein gebundener Vektor und von der Wahl des Bezugspunktes {\displaystyle O} abhängig.
- Das Moment {\displaystyle {\vec {M}}_{O}} eines Kräftepaars ist ein freier Vektor und von der Wahl des Bezugspunktes {\displaystyle O} unabhängig.

### Moment einer Einzelkraft
Sei {\displaystyle O\in \mathbb {R} ^{3}} ein beliebig gewählter, fester Bezugspunkt. Der Punkt {\displaystyle P'} ist der Endpunkt des zugehörigen Ortsvektors {\displaystyle {\vec {r}}_{OP'}} und beschreibt die Gerade {\displaystyle \mathrm {g} _{P}} der Wirkungslinie der Einzelkraft.
Mit Hilfe des Parameters {\displaystyle \lambda _{P}\in \mathbb {R} } in Meter [m] wird die Gerade {\displaystyle \mathrm {g} _{P}} wie folgt definiert:
{\displaystyle {\begin{aligned}\mathrm {g} _{P}\!:\ {\vec {r}}_{OP'}&={\vec {r}}_{OP}+\lambda _{P}\,{\vec {e}}_{F}\end{aligned}}}
Das Moment {\displaystyle {\vec {M}}_{O}} einer Einzelkraft {\displaystyle {\vec {F}}} berechnet sich für Angriffspunkte {\displaystyle P'\in \mathrm {g} _{P}} wie folgt:
{\displaystyle {\begin{aligned}{\vec {M}}_{O}&={\vec {r}}_{OP'}\times {\vec {F}}\\&=({\vec {r}}_{OP}+\lambda _{P}\,{\vec {e}}_{F})\times {\vec {F}}\\&={\vec {r}}_{OP}\times {\vec {F}}+\lambda _{P}\,\underbrace {{\vec {e}}_{F}\times {\vec {F}}} _{=\,{\vec {0}}}\\\Rightarrow \quad {\vec {M}}_{O}&={\vec {r}}_{OP}\times {\vec {F}}\qquad \forall \ P'\in \mathrm {g} _{P}\end{aligned}}}
Ergebnis: Zur Berechnung des Einzelkraft-Moments ist der Ortsvektor {\displaystyle {\vec {r}}_{OP}} ausschlaggebend. Der Ortsvektor {\displaystyle {\vec {r}}_{OP}} definiert den Angriffspunkt {\displaystyle P} der Einzelkraft {\displaystyle {\vec {F}}} bezogen auf den Bezugspunkt {\displaystyle O}. Neben Ortsvektor und Kraft ist auch das Einzelkraft-Moment ein gebundener Vektor und von der Wahl des Bezugspunktes {\displaystyle O} abhängig.

### Moment eines Kräftepaars
Sei {\displaystyle O\in \mathbb {R} ^{3}} ein beliebig gewählter, fester Bezugspunkt. Die Punkte {\displaystyle P'} und {\displaystyle Q'} sind die Endpunkte der zugehörigen Ortsvektoren {\displaystyle {\vec {r}}_{OP'}} und {\displaystyle {\vec {r}}_{OQ'}} und beschreiben die Geraden {\displaystyle \mathrm {g} _{P}}, {\displaystyle \mathrm {g} _{Q}} der Wirkungslinien des Kräftepaars. Anfangspunkt {\displaystyle P} und Endpunkt {\displaystyle Q} definieren den senkrechten, minimalen Abstandsvektor {\displaystyle {\vec {r}}_{PQ}\perp {\vec {F}}} zwischen den Parallelen.
Mit Hilfe der Parameter {\displaystyle \lambda _{P},\lambda _{Q}\in \mathbb {R} } in Meter [m] werden die beiden Geraden {\displaystyle \mathrm {g} _{P}} und {\displaystyle \mathrm {g} _{Q}} wie folgt definiert:
{\displaystyle {\begin{aligned}\mathrm {g} _{P}\!:\ {\vec {r}}_{OP'}&={\vec {r}}_{OP}+\lambda _{P}\,{\vec {e}}_{-\!F}\\\mathrm {g} _{Q}\!:\ {\vec {r}}_{OQ'}&={\vec {r}}_{OQ}+\lambda _{Q}\,{\vec {e}}_{F}\qquad {\text{mit}}\quad {\vec {r}}_{OQ}={\vec {r}}_{OP}+{\vec {r}}_{PQ}\end{aligned}}}
Das Moment {\displaystyle {\vec {M}}_{O}} eines Kräftepaars berechnet sich für Angriffspunkte {\displaystyle P'\in \mathrm {g} _{P}} und {\displaystyle Q'\in \mathrm {g} _{Q}} wie folgt:
{\displaystyle {\begin{aligned}{\vec {M}}_{O}&={\vec {r}}_{OP'}\times (-\!{\vec {F}})+{\vec {r}}_{OQ'}\times {\vec {F}}\\&=({\vec {r}}_{OP}+\lambda _{P}\,{\vec {e}}_{-\!F})\times (-\!{\vec {F}})+({\vec {r}}_{OQ}+\lambda _{Q}\,{\vec {e}}_{F})\times {\vec {F}}\\&=({\vec {r}}_{OP}+\lambda _{P}\,{\vec {e}}_{-\!F})\times (-\!{\vec {F}})+({\vec {r}}_{OP}+{\vec {r}}_{PQ}+\lambda _{Q}\,{\vec {e}}_{F})\times {\vec {F}}\\&={\vec {r}}_{OP}\times (-\!{\vec {F}})+\lambda _{P}\,\underbrace {{\vec {e}}_{-\!F}\times (-\!{\vec {F}})} _{=\,{\vec {0}}}+{\vec {r}}_{OP}\times {\vec {F}}+{\vec {r}}_{PQ}\times {\vec {F}}+\lambda _{Q}\,\underbrace {{\vec {e}}_{F}\times {\vec {F}}} _{=\,{\vec {0}}}\\&=-{\vec {r}}_{OP}\times {\vec {F}}+{\vec {r}}_{OP}\times {\vec {F}}+{\vec {r}}_{PQ}\times {\vec {F}}\\&\\\Rightarrow \quad {\vec {M}}_{O}&={\vec {r}}_{PQ}\times {\vec {F}}\qquad \forall \ O\in \mathbb {R} ^{3}\end{aligned}}}
Ergebnis: Ein Ortsvektor taucht in der Vektorgleichung nicht mehr auf. Zur Berechnung des Kräftepaar-Moments ist der Abstandsvektor {\displaystyle {\vec {r}}_{PQ}} der Kräfte ausschlaggebend. Das Kräftepaar-Moment ist ein freier Vektor und von der Wahl des Bezugspunktes {\displaystyle O} unabhängig.

## Äquivalenzprinzip (Statik)
Zwei verschiedene Systeme gebundener Vektoren bzw. Kräftesysteme {\displaystyle ({\vec {F}}_{A_{i}})} und {\displaystyle ({\vec {F}}_{B_{j}})} mit {\displaystyle \sum {\vec {F}}_{A_{i}}=\sum {\vec {F}}_{B_{j}}} sind äquivalent und damit statisch gleichwertig, wenn sich für beliebig gewählte, feste Bezugspunkte {\displaystyle O\in \mathbb {R} ^{3}} gleiche resultierende Momente {\displaystyle {\vec {M}}_{O}} ergeben. Die Angriffspunkte der zugehörigen Kräfte {\displaystyle {\vec {F}}_{A_{i}}} und {\displaystyle {\vec {F}}_{B_{j}}} werden hierbei durch die Endpunkte der Ortsvektoren {\displaystyle {\vec {r}}_{OA_{i}}} und {\displaystyle {\vec {r}}_{OB_{j}}} festgelegt:
{\displaystyle {\begin{aligned}{\vec {M}}_{O}=\sum _{i=1}^{m}{\vec {M}}_{OA_{i}}=\sum _{i=1}^{m}({\vec {r}}_{OA_{i}}\times {\vec {F}}_{A_{i}})&=\sum _{j=1}^{n}{\vec {M}}_{OB_{j}}=\sum _{j=1}^{n}({\vec {r}}_{OB_{j}}\times {\vec {F}}_{B_{j}})\\&\Leftrightarrow \\({\vec {F}}_{A_{1}},{\vec {F}}_{A_{2}},\dotsc ,{\vec {F}}_{A_{m}})&\sim ({\vec {F}}_{B_{1}},{\vec {F}}_{B_{2}},\dotsc ,{\vec {F}}_{B_{n}})\end{aligned}}}

## Kraftwinder
Für ein System von Kräften {\displaystyle ({\vec {F}}_{1},{\vec {F}}_{2},\dotsc ,{\vec {F}}_{n})} kann zu jedem beliebig gewählten, festen Bezugspunkt {\displaystyle O\in \mathbb {R} ^{3}} ein äquivalenter Kraftwinder {\displaystyle ({\vec {F}},{\vec {M}}_{O})} gebildet werden. Die Reduktion aller (angreifenden) Kräfte führt auf eine resultierende Einzelkraft {\displaystyle {\vec {F}}} und ein resultierendes Kräftepaar, das durch das Moment {\displaystyle {\vec {M}}_{O}} gekennzeichnet ist.
Einzelkraft und Kräftepaar sind die elementaren Bausteine von Kräftesystemen. Bezogen auf den Punkt {\displaystyle O} ist der Kraftwinder {\displaystyle ({\vec {F}},{\vec {M}}_{O})} die Zusammenfassung dieser resultierenden Eizelkraft {\displaystyle {\vec {F}}} und des resultierenden Moments {\displaystyle {\vec {M}}_{O}}:
{\displaystyle ({\vec {F}}_{1},{\vec {F}}_{2},\dotsc ,{\vec {F}}_{n})\sim ({\vec {F}},{\vec {M}}_{O})\quad {\text{mit}}\;{\vec {F}}=\sum _{i}{\vec {F}}_{i}\;{\text{und}}\;{\vec {M}}_{O}=\sum _{i}({\vec {r}}_{i}\times {\vec {F}}_{i}).}
Die gesamte physikalische Wirkung der in {\displaystyle {\vec {r}}_{i}} angreifenden Kräfte {\displaystyle {\vec {F}}_{i}} bezüglich {\displaystyle O} wird durch den Kraftwinder {\displaystyle ({\vec {F}},{\vec {M}}_{O})} gekennzeichnet.

## Bezugspunktwechsel

Äquivalente Kraftwinder für die Bezugspunkte und

Das Äquivalenzprinzip fordert, dass Kräftesysteme unabhängig vom gewählten Bezugspunkt statisch gleichwertig sein müssen. Somit darf ein Wechsel von {\displaystyle O\in \mathbb {R} ^{3}} nach {\displaystyle P\in \mathbb {R} ^{3}} die statische Wirkung des Kräftesystems nicht ändern.
Zur Erinnerung: Das Moment {\displaystyle {\vec {M}}_{O}} eines Kräftepaares ist ein freier Vektor, die Kraft {\displaystyle {\vec {F}}} ist ein gebundener Vektor. Eine äquivalente Umformung erlaubt daher, dass {\displaystyle {\vec {M}}_{O}} beliebig und {\displaystyle {\vec {F}}} nur entlang ihrer Wirkungslinie verschoben werden darf.
Wird dagegen die Kraft parallel zu ihrer Wirkungslinie nach {\displaystyle P} verschoben, muss die Systemänderung, das zusätzlich entstehende Versatzmoment {\displaystyle {\vec {M}}_{\mathrm {V} }={\vec {r}}_{OP}\times {\vec {F}}}, entsprechend korrigiert werden.
Seien {\displaystyle ({\vec {F}},{\vec {M}}_{O})} bzw. {\displaystyle ({\vec {F}},{\vec {M}}_{P})} äquivalente Kraftwinder für die Punkte {\displaystyle O} bzw. {\displaystyle P}, dann gilt:
{\displaystyle {\begin{aligned}({\vec {F}},{\vec {M}}_{O})&\sim ({\vec {F}},{\vec {M}}_{P})\qquad \forall \ O,P\in \mathbb {R} ^{3}\\&\Leftrightarrow \\{\vec {M}}_{P}&={\vec {M}}_{O}-{\vec {M}}_{\mathrm {V} }\\{\vec {M}}_{P}&={\vec {M}}_{O}-{\vec {r}}_{OP}\times {\vec {F}}\end{aligned}}}
Demnach resultiert {\displaystyle {\vec {M}}_{P}} aus dem freien Moment {\displaystyle {\vec {M}}_{O}}, subtrahiert durch das Verzatzmoment {\displaystyle {\vec {M}}_{\mathrm {V} }} der Einzelkraft {\displaystyle {\vec {F}}}.

## Kraftschraube
Es lassen sich stets Bezugspunkte {\displaystyle S'\in \mathbb {R} ^{3}} finden, für die das Moment {\displaystyle {\vec {M}}_{S}} dieselbe Richtung wie {\displaystyle {\vec {F}}} hat. Einen derartigen Kraftwinder mit {\displaystyle {\vec {M}}_{S}\parallel {\vec {F}}} nennt man Kraftschraube {\displaystyle ({\vec {F}},{\vec {M}}_{S})}. Zu jedem beliebigen Kräftesystem gibt es eine äquivalente Kraftschraube.
Bei gegebenen Kraftwinder {\displaystyle ({\vec {F}},{\vec {M}}_{O})} werden zur Bestimmung von {\displaystyle ({\vec {F}},{\vec {M}}_{S})} folgende Annahmen bzw. Definitionen getroffen:
- Zerlegung von {\displaystyle {\vec {M}}_{O}={\vec {M}}_{\parallel }+{\vec {M}}_{\perp }} in Komponenten parallel und senkrecht zur Kraft
- Definition eines kürzesten, senkrecht zur Kraft stehenden Ortsvektors {\displaystyle {\vec {r}}_{OS}\perp {\vec {F}}}
- Definition der Steigung der Schraube {\displaystyle p\in \mathbb {R} } in Meter [m] wegen {\displaystyle {\vec {M}}_{S}\parallel {\vec {F}}} mit dem Ansatz {\displaystyle {\vec {M}}_{S}=p\,{\vec {F}}}

### Identitäten
Die Zerlegung von {\displaystyle {\vec {M}}_{O}} in Komponenten parallel und senkrecht zur Kraft und Ausgehend vom Bezugspunktwechsel bezüglich {\displaystyle S}, liefert die Vektorgleichung, den Ansatz zur Bestimmung folgender Identitäten:
{\displaystyle {\begin{aligned}{\vec {M}}_{S}&={\vec {M}}_{O}-{\vec {M}}_{\mathrm {V} }\\{\vec {M}}_{S}&={\vec {M}}_{\parallel }+\underbrace {{\vec {M}}_{\perp }-{\vec {M}}_{\mathrm {V} }} _{=\,{\vec {0}}}\\\Rightarrow {\vec {M}}_{\mathrm {V} }&\equiv {\vec {M}}_{\perp }\;{\text{und}}\;{\vec {M}}_{S}\equiv {\vec {M}}_{\parallel }\end{aligned}}}
1. Der senkrechte Anteil {\displaystyle {\vec {M}}_{\perp }} von {\displaystyle {\vec {M}}_{O}} ist identisch mit {\displaystyle {\vec {M}}_{\mathrm {V} }}
2. Der parallele Anteil {\displaystyle {\vec {M}}_{\parallel }} von {\displaystyle {\vec {M}}_{O}} ist identisch mit {\displaystyle {\vec {M}}_{S}}

### Rechtssystem
Die Definition eines kürzesten, senkrecht zur Kraft stehenden Ortsvektors {\displaystyle {\vec {r}}_{OS}\perp {\vec {F}}} liefert die Voraussetzung, dass alle drei Vektoren {\displaystyle {\vec {r}}_{OS}}, {\displaystyle {\vec {F}}} und {\displaystyle {\vec {M}}_{\mathrm {V} }} senkrecht aufeinander stehen. Die zugehörigen Einheitsvektoren {\displaystyle {\vec {e}}_{r_{OS}},\,{\vec {e}}_{F}} und {\displaystyle {\vec {e}}_{M_{\mathrm {V} }}} bilden ein Rechtssystem:
{\displaystyle {\begin{aligned}{\vec {e}}_{r_{OS}}\times {\vec {e}}_{F}&={\vec {e}}_{M_{\mathrm {V} }}\\{\vec {e}}_{F}\times {\vec {e}}_{M_{\mathrm {V} }}&={\vec {e}}_{r_{OS}}\\{\vec {e}}_{M_{\mathrm {V} }}\times {\vec {e}}_{r_{OS}}&={\vec {e}}_{F}\end{aligned}}}

### Herleitung
Die Definition der Schraubensteigung {\displaystyle p} mit {\displaystyle {\vec {M}}_{S}=p\,{\vec {F}}} liefert zusammen mit dem Rechtssystem und der Vektorgleichung zum Bezugspunktwechsel den Ansatz zur Herleitung der gesuchten Größen {\displaystyle p} und {\displaystyle {\vec {r}}_{OS}}.

#### Steigung
{\displaystyle {\begin{aligned}{\vec {M}}_{S}&={\vec {M}}_{O}-{\vec {M}}_{\mathrm {V} }\\{\vec {M}}_{S}&={\vec {M}}_{O}-{\vec {r}}_{OS}\times {\vec {F}}\\p\,{\vec {F}}&={\vec {M}}_{O}-{\vec {r}}_{OS}\times {\vec {F}}\\p\,{\vec {F}}&={\vec {M}}_{O}-{\vec {r}}_{OS}\times {\vec {F}}\qquad \qquad \qquad |\cdot {\vec {F}}\\p\,{\vec {F}}\cdot {\vec {F}}&={\vec {M}}_{O}\cdot {\vec {F}}-\underbrace {({\vec {r}}_{OS}\times {\vec {F}})\cdot {\vec {F}}} _{=\,0}\\p\,F^{2}&={\vec {M}}_{O}\cdot {\vec {F}}\\&\\\Rightarrow \quad p&={\frac {{\vec {F}}\cdot {\vec {M}}_{O}}{F^{2}}}\end{aligned}}}
Die Steigung der Kraftschraube {\displaystyle p\in \mathbb {R} } ist ein skalarer Faktor und proportional zum Skalarprodukt {\displaystyle ({\vec {F}}\cdot {\vec {M}}_{O})}.

#### Ortsvektor
{\displaystyle {\begin{aligned}{\vec {M}}_{S}&={\vec {M}}_{O}-{\vec {M}}_{\mathrm {V} }\\{\vec {M}}_{S}&={\vec {M}}_{O}-{\vec {r}}_{OS}\times {\vec {F}}\\p\,{\vec {F}}&={\vec {M}}_{O}-{\vec {r}}_{OS}\times {\vec {F}}\\p\,{\vec {F}}&={\vec {M}}_{O}-{\vec {r}}_{OS}\times {\vec {F}}\qquad \qquad \qquad |\times {\vec {F}}\\p\,\underbrace {{\vec {F}}\times {\vec {F}}} _{=\,{\vec {0}}}&={\vec {M}}_{O}\times {\vec {F}}-\underbrace {({\vec {r}}_{OS}\times {\vec {F}})\times {\vec {F}}} _{=\,-{\vec {r}}_{OS}\,F^{2}}\\{\vec {0}}&={\vec {M}}_{O}\times {\vec {F}}+{\vec {r}}_{OS}\,F^{2}\\&\\\Rightarrow \quad {\vec {r}}_{OS}&={\frac {{\vec {F}}\times {\vec {M}}_{O}}{F^{2}}}\end{aligned}}}
Die Lage des Punktes {\displaystyle S\in \mathbb {R} ^{3}} wird durch den Ortsvektor  {\displaystyle {\vec {r}}_{OS}} bestimmt und ist proportional zum Vektorprodukt {\displaystyle ({\vec {F}}\times {\vec {M}}_{O})}.

#### Doppeltes Vektorprodukt
Zur Bestimmung des Ortsvektors {\displaystyle {\vec {r}}_{OS}} muss das doppelte Vektorprodukt {\displaystyle ({\vec {r}}_{OS}\times {\vec {F}})\times {\vec {F}}} ausgewertet werden. Dies kann auf zwei Arten erfolgen. Beide Ansätze liefern das gleiche korrekte Ergebnis:
- Via Entwicklungssatz: {\displaystyle ({\vec {a}}\times {\vec {b}})\times {\vec {c}}={\vec {b}}({\vec {c}}\cdot {\vec {a}})-{\vec {a}}({\vec {b}}\cdot {\vec {c}})}

{\displaystyle {\begin{aligned}({\vec {r}}_{OS}\times {\vec {F}})\times {\vec {F}}&={\vec {F}}(\underbrace {{\vec {F}}\cdot {\vec {r}}_{OS}} _{=\,0})-{\vec {r}}_{OS}({\vec {F}}\cdot {\vec {F}})\\&\\\Rightarrow \quad ({\vec {r}}_{OS}\times {\vec {F}})\times {\vec {F}}&=-{\vec {r}}_{OS}\,F^{2}\end{aligned}}}
- Via Einheitsvektoren multipliziert mit den Beträgen: {\displaystyle {\vec {r}}_{OS}=r_{OS}\cdot {\vec {e}}_{r_{OS}}} und {\displaystyle {\vec {F}}=F\cdot {\vec {e}}_{F}}

{\displaystyle {\begin{aligned}({\vec {r}}_{OS}\times {\vec {F}})\times {\vec {F}}&=(r_{OS}\,{\vec {e}}_{r_{OS}}\times F\,{\vec {e}}_{F})\times F\,{\vec {e}}_{F}\\&=r_{OS}\,F^{2}\,(\underbrace {{\vec {e}}_{r_{OS}}\times \,{\vec {e}}_{F}} _{=\,{\vec {e}}_{M_{\mathrm {V} }}})\times {\vec {e}}_{F}\\&=r_{OS}\,F^{2}\,\underbrace {{\vec {e}}_{M_{\mathrm {V} }}\times {\vec {e}}_{F}} _{=\,-\!{\vec {e}}_{r_{OS}}}\\&=-r_{OS}\,F^{2}\,{\vec {e}}_{r_{OS}}\\&\\\Rightarrow \quad ({\vec {r}}_{OS}\times {\vec {F}})\times {\vec {F}}&=-{\vec {r}}_{OS}\,F^{2}\end{aligned}}}

## Zentralachse (Statik)
Die Vektorgleichung der Geraden mit {\displaystyle {\vec {M}}_{S}\parallel {\vec {F}}} heißt Zentralachse {\displaystyle \mathrm {g} _{S}} der Kraftschraube und hat folgende Eigenschaft:
{\displaystyle \forall \;S'\in \mathrm {g} _{S}\quad \Leftrightarrow \quad ({\vec {F}},{\vec {M}}_{S})\equiv ({\vec {F}},{\vec {M}}_{S'})}
Die Zentralachse {\displaystyle \mathrm {g} _{S}} kann mit Hilfe des Parameters {\displaystyle \lambda _{S}\in \mathbb {R} } in Meter [m] definiert werden:
{\displaystyle \mathrm {g} _{S}\!:\ {\vec {r}}_{OS'}={\vec {r}}_{OS}+\lambda _{S}\,{\vec {e}}_{F}}

## Sonderfälle
- Der Kraftwinder {\displaystyle ({\vec {F}},{\vec {0}})} wird zur Einzelkraft {\displaystyle {\vec {F}}}
- Der Kraftwinder {\displaystyle ({\vec {0}},{\vec {M}}_{O})} wird zum Kräftepaar {\displaystyle {\vec {M}}_{O}}
- Der Kraftwinder {\displaystyle ({\vec {F}},{\vec {M}}_{O})} mit {\displaystyle ({\vec {M}}_{O}\equiv {\vec {M}}_{S})\parallel {\vec {F}}} wird zur Kraftschraube {\displaystyle ({\vec {F}},{\vec {M}}_{S})}
- Der Kraftwinder {\displaystyle ({\vec {F}},{\vec {M}}_{O})} mit {\displaystyle {\vec {M}}_{O}\perp {\vec {F}}} ist einer Einzelkraft {\displaystyle ({\vec {F}},{\vec {0}})} äquivalent
- Der Nullwinder {\displaystyle ({\vec {0}},{\vec {0}})} ist einem Nullsystem von Kräften bzw. einer Nullkraft äquivalent
- Der Kraftwinder eines (ebenen und räumlichen) zentralen Kräftesystems, mit gemeinsamen Schnittpunkt (Zentrum) aller Wirkungslinien, ist einer Einzelkraft äquivalent: {\displaystyle ({\vec {F}}_{1},{\vec {F}}_{2},\dotsc ,{\vec {F}}_{n})\sim ({\vec {F}},{\vec {0}})}
- Der Kraftwinder eines ebenen Kräftesystems, mit {\displaystyle ({\vec {F}},{\vec {M}}_{O})\neq ({\vec {0}},{\vec {0}})} hat die Eigenschaft {\displaystyle {\vec {M}}_{O}\perp {\vec {F}}} und ist einer Einzelkraft äquivalent: {\displaystyle ({\vec {F}}_{1},{\vec {F}}_{2},\dotsc ,{\vec {F}}_{n})\sim ({\vec {F}},{\vec {M}}_{O})\sim ({\vec {F}},{\vec {0}})}